# Težka voda
Têžka vôda ali devterijev oksid D2O je strupena v večjih količinah, zaradi manjše sposobnosti raztapljanja. Uporablja se kot moderator v jedrskih reaktorjih. Tvori se v vodnih raztopinah pri elektrolizi. V vodi imamo vse vrste izotopov: D2O, HDO in seveda H2O. HDO rečemo poltežka voda.
Lastnosti:
- gostota: 1,1056 g/mL (pri 20 °C)
- tališče: 3,82 °C
- vrelišče: 101,4 °C